# 栗かぼちゃ

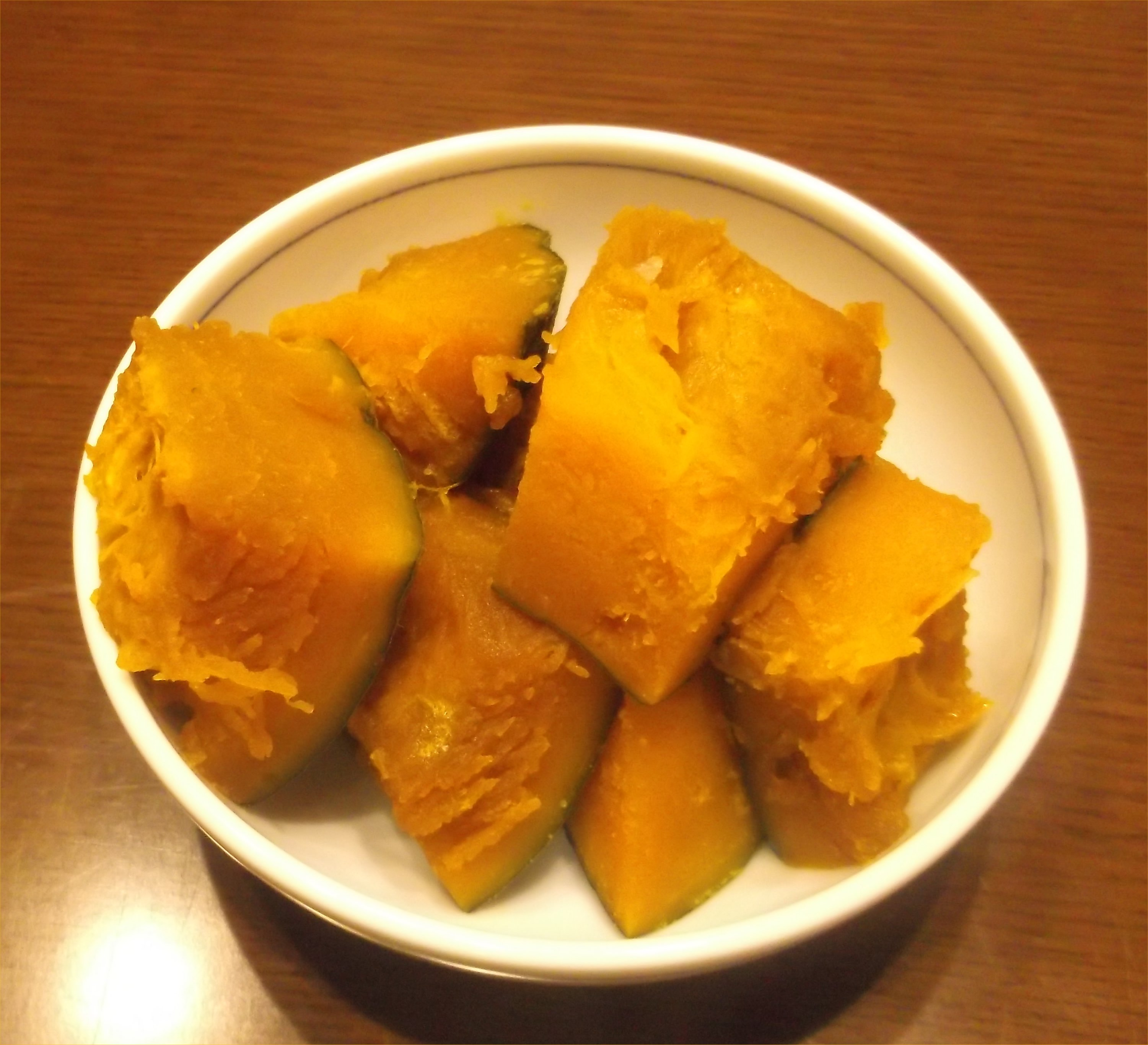
かぼちゃの煮物

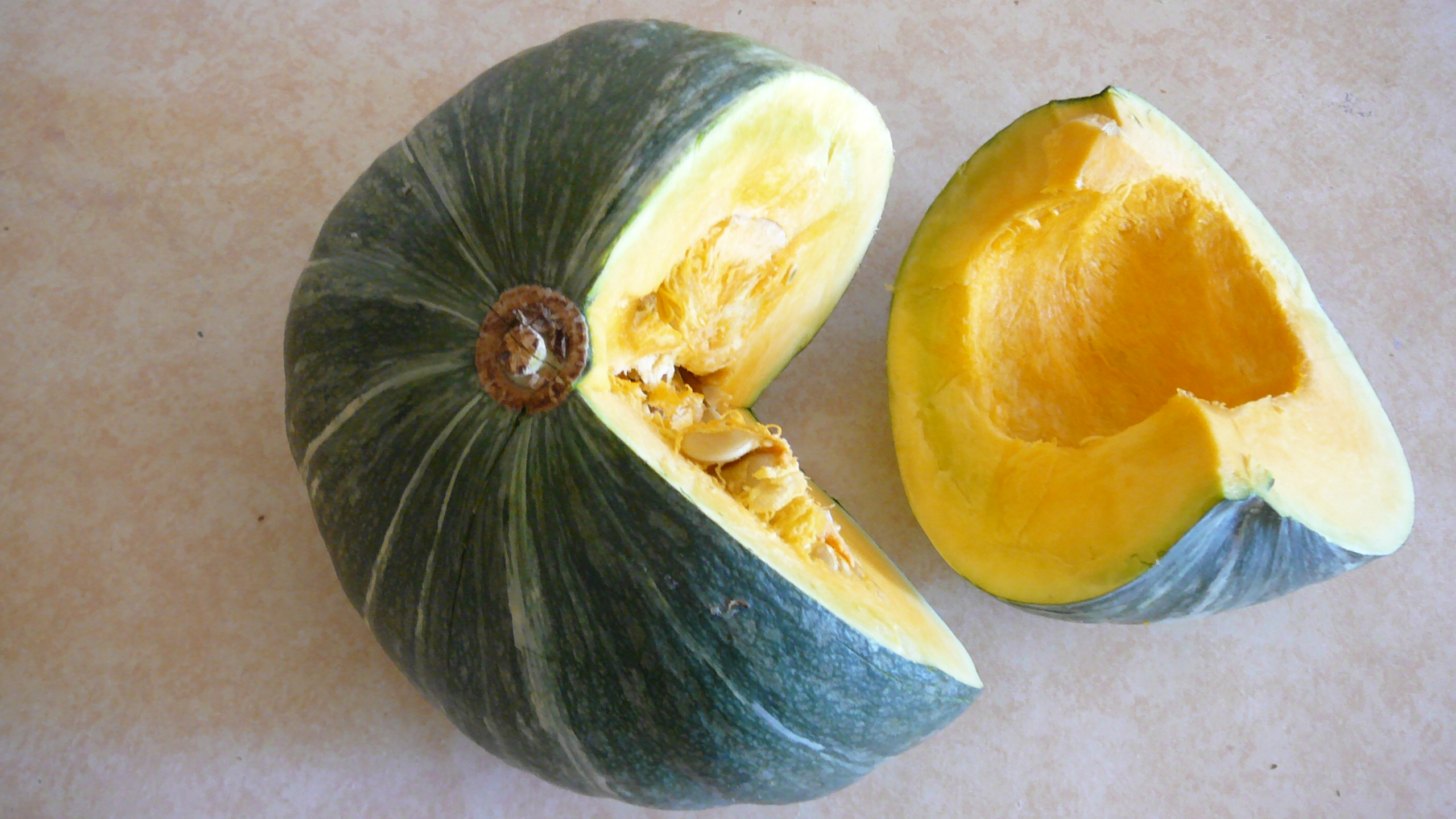
切った栗かぼちゃ

栗かぼちゃ（くりかぼちゃ）は、セイヨウカボチャ（西洋かぼちゃ、学名: Cucurbita maxima）の日本の品種群。栗のように、濃くて甘い風味とホクホクとした食感が特徴である。日本で出回っているかぼちゃのほとんどがこのかぼちゃである。
セイヨウカボチャのバターカップ・スクヮッシュ（英: buttercup squash）からつくられた一品種であったが、現在では「えびす」「マロンドール」「みやこ」など、同様の特徴を持つかぼちゃ全般が栗かぼちゃと呼ばれる。

## 栽培と熟成
栗かぼちゃは日本で最も広く栽培されているかぼちゃである。日本では春に播種し夏から秋にかけて果実を収穫する。花柄はスポンジ状で膨れており、畝は無い。野菜の中でも強健で、栽培法は簡単。播種・植えつけ後は放置しても収穫できる。ただし、花粉の媒介を行う昆虫がいない場合は人工授粉しなければならない。
かぼちゃは収穫された直後、まだ成長している。そのため他の野菜や果物と異なり、新鮮さはそれほど重要でなく、風味を豊かにするため第一に重要なのは完熟である。まず収穫されたかぼちゃを温かい所で2週間ほど熟させ、デンプンを糖に変化させる。その後、冷暗所で1か月ほど保存し、その炭水化物含有量を増加させる。このようにすることで、とれたてのパサパサで淡白なかぼちゃは、なめらかで甘いかぼちゃに変わる。完熟した多肉なかぼちゃは、果肉は赤みを帯びた黄色に、表皮は硬く、花柄は乾いたコルクのようになる。収穫後約1か月半から3か月で熟成のピークに達する。

## 栄養価
ビタミンC、β-カロテン、ビタミンE、ビタミンKに富み、葉酸などビタミンB群、カリウムを多く含む。
かぼちゃの肉質は、加熱調理後にホクホクした食感をもたらす粉質とねっとりした食感になる粘質とに大別されるが、炭水化物含有率が高いほど加熱調理後も細胞の形が維持され、粉質傾向にある。栗かぼちゃ（西洋かぼちゃ）は、日本かぼちゃなど他のかぼちゃと比較して炭水化物含有率がかなり高く、これが栗かぼちゃ特有の甘い風味と粉質感の要因になっている。

## ギャラリー

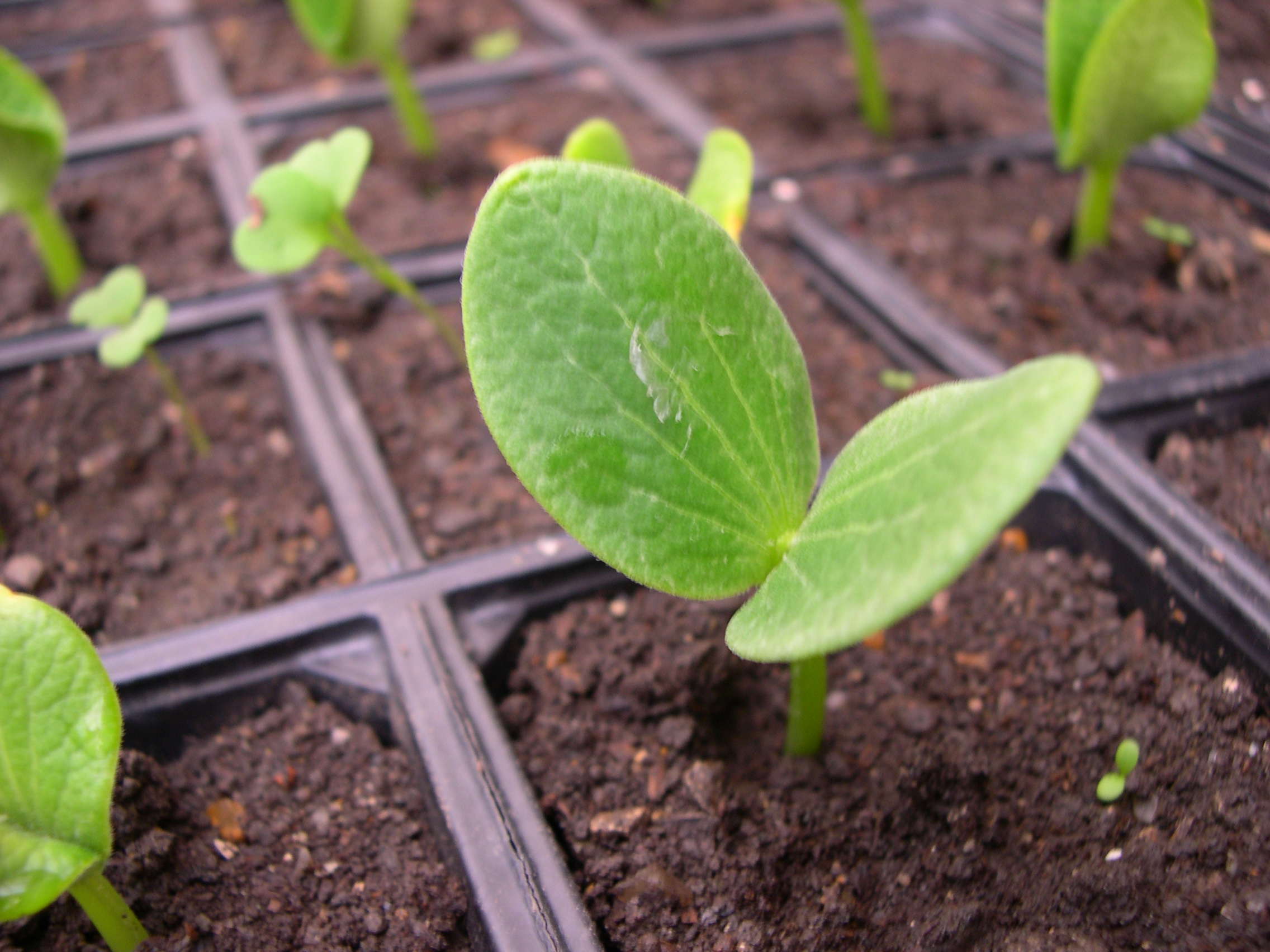
苗
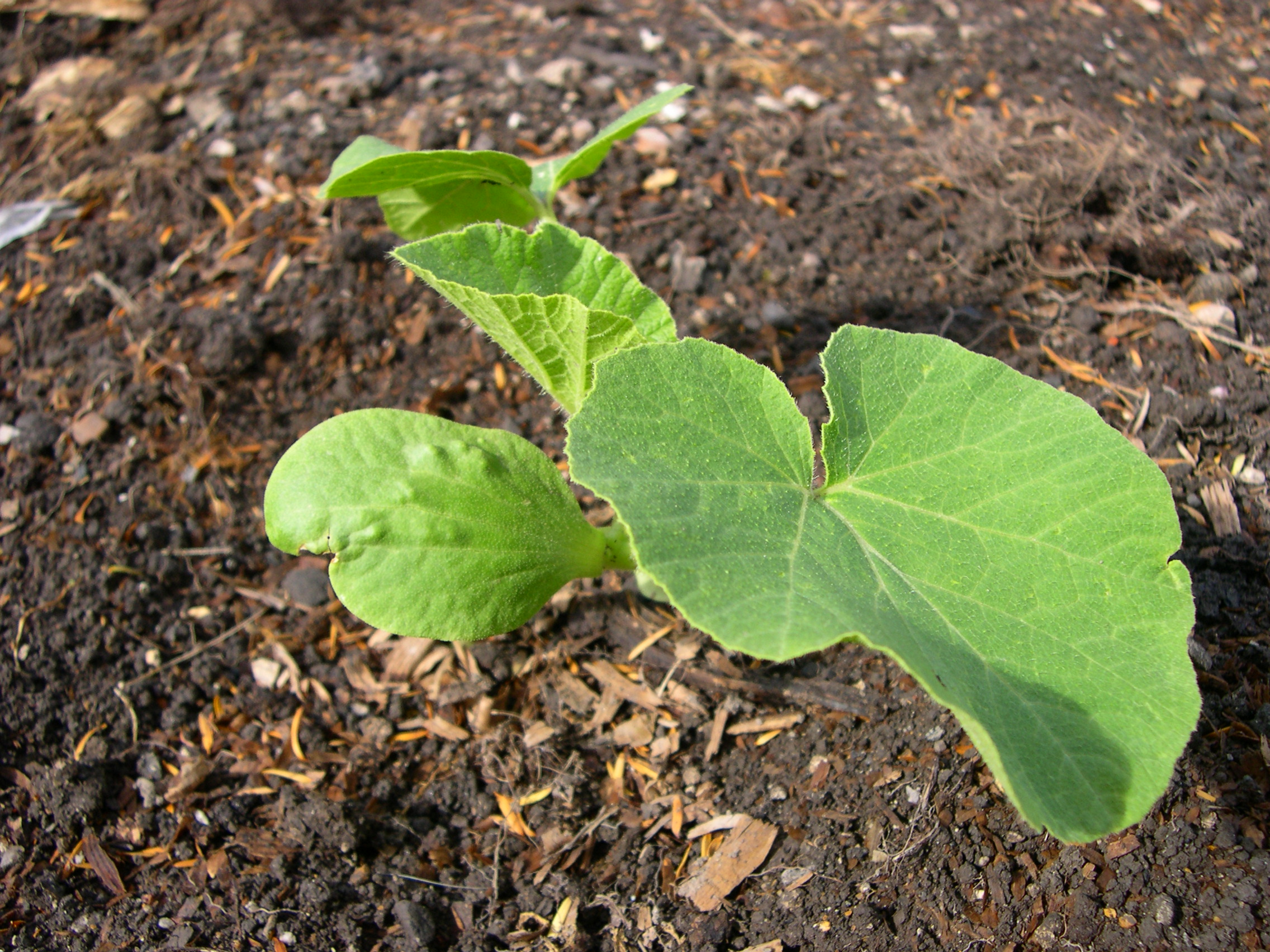
第一葉
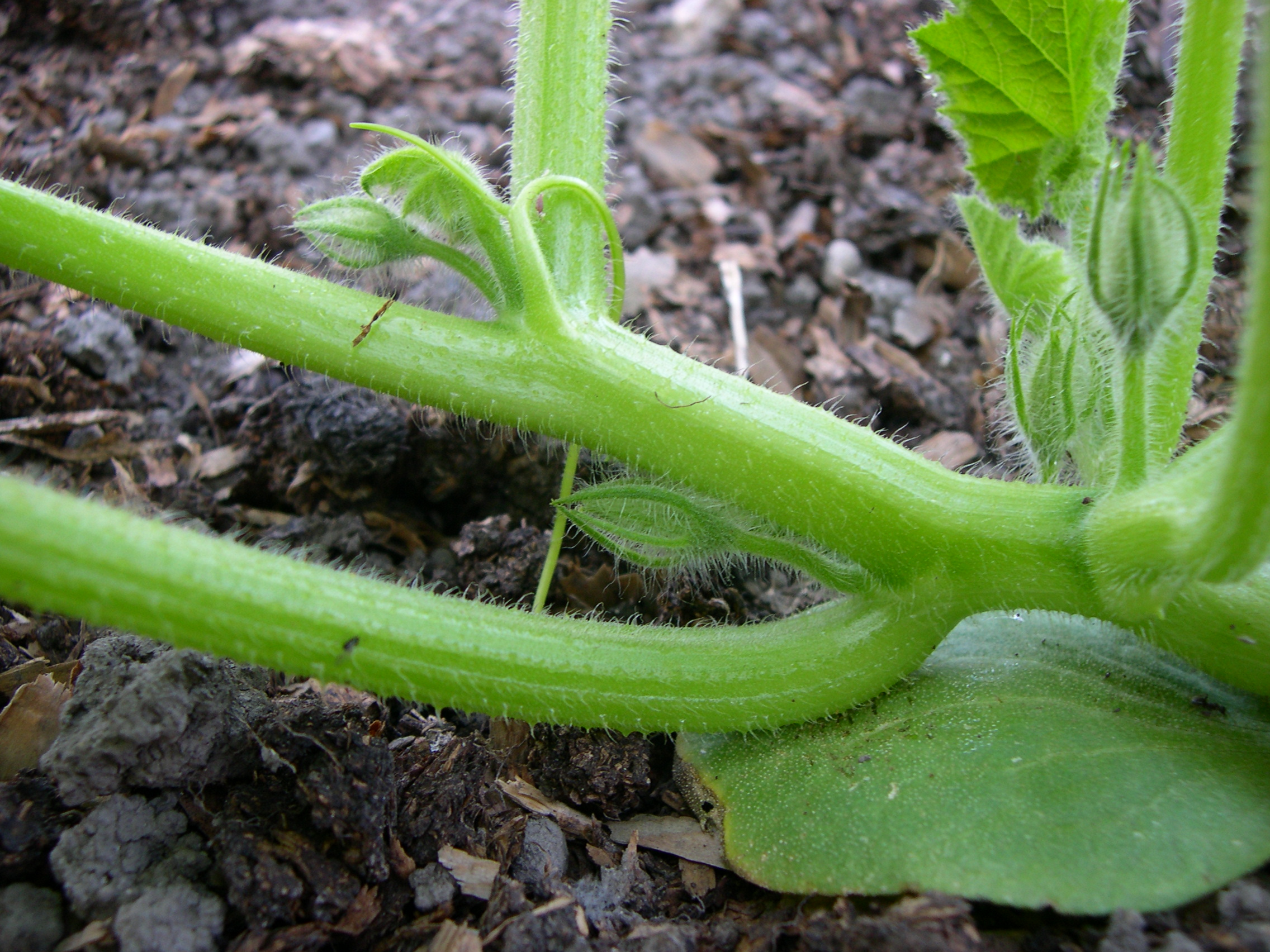
分枝性
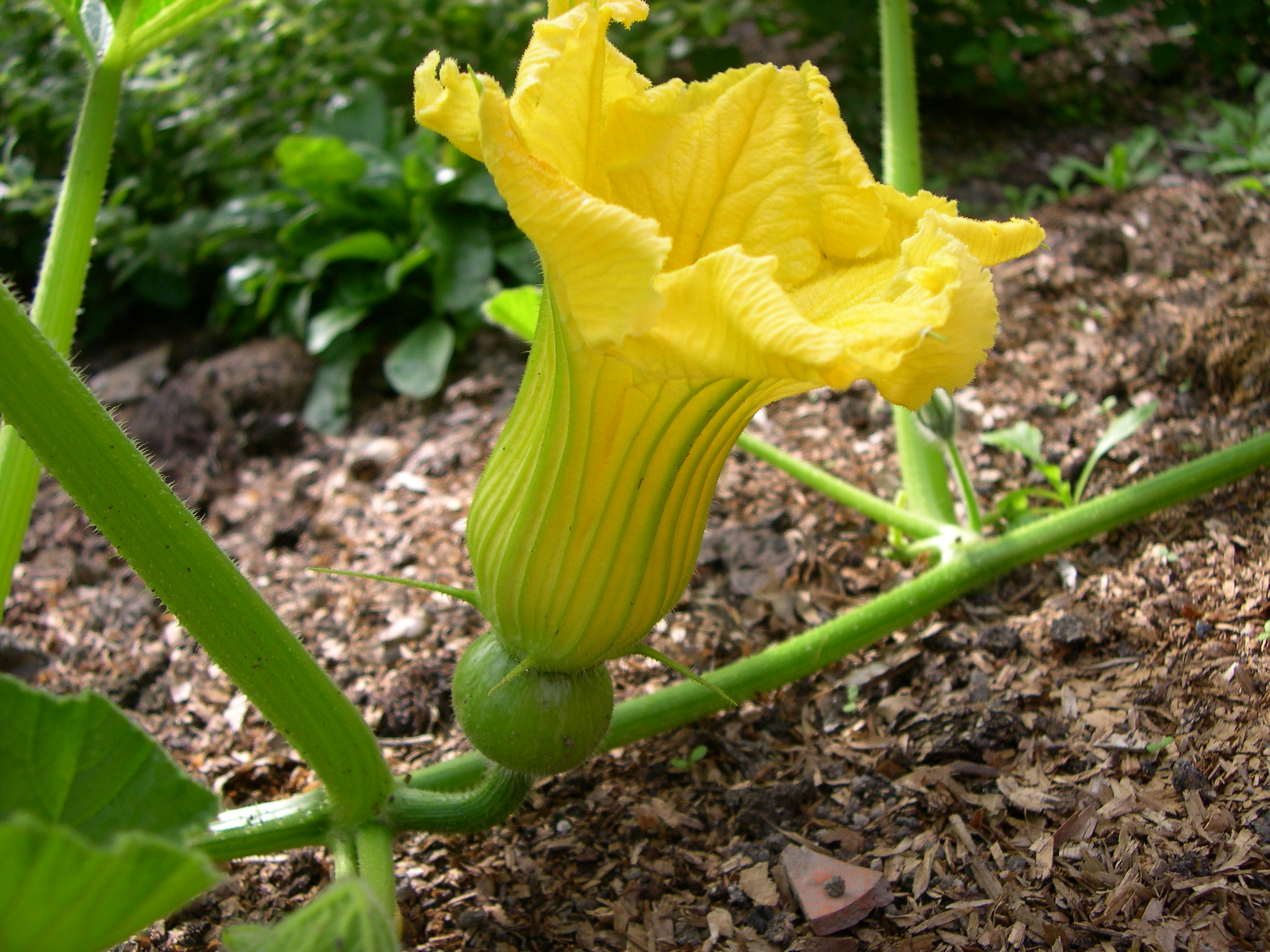
花
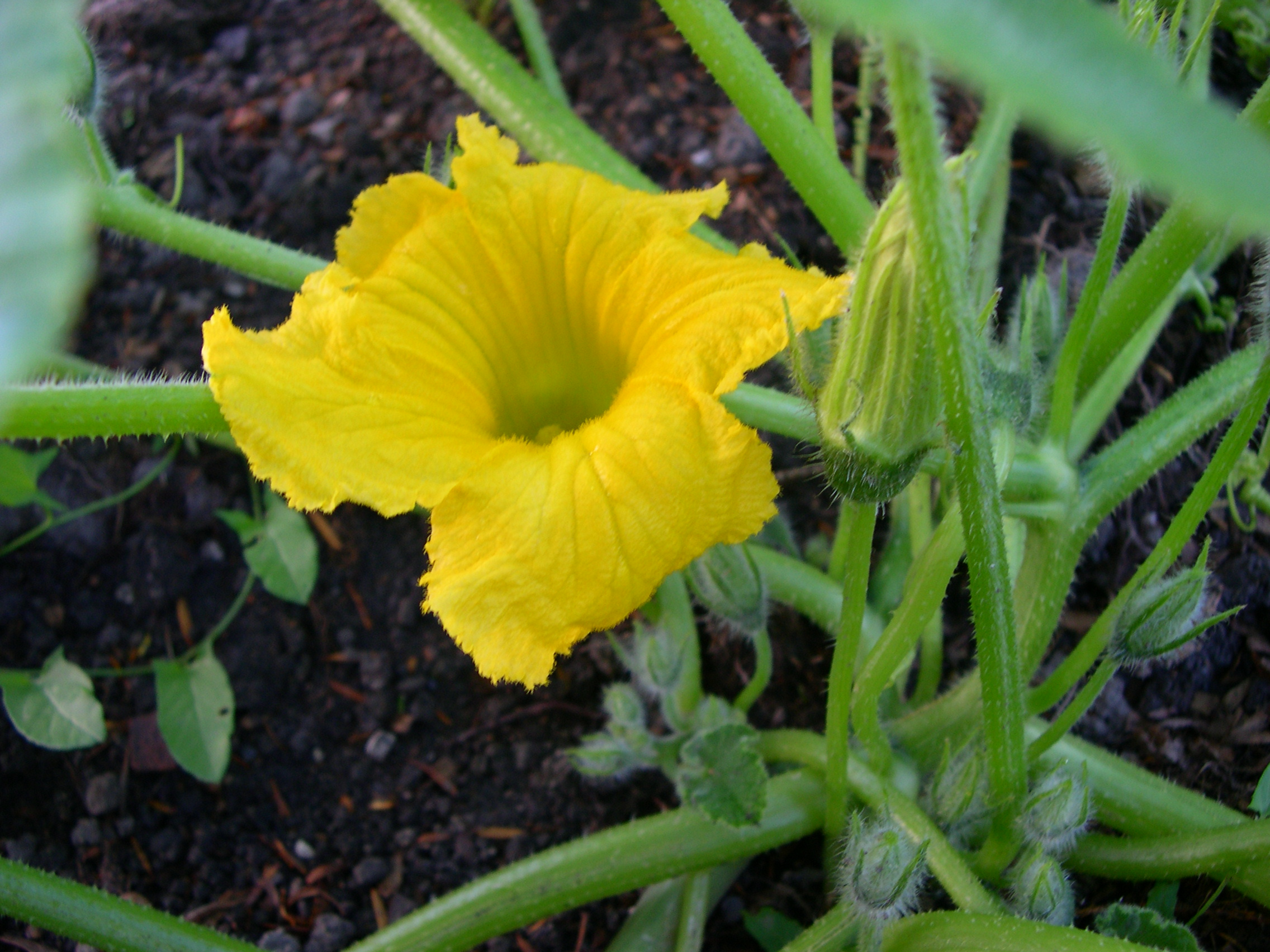
花とつぼみ
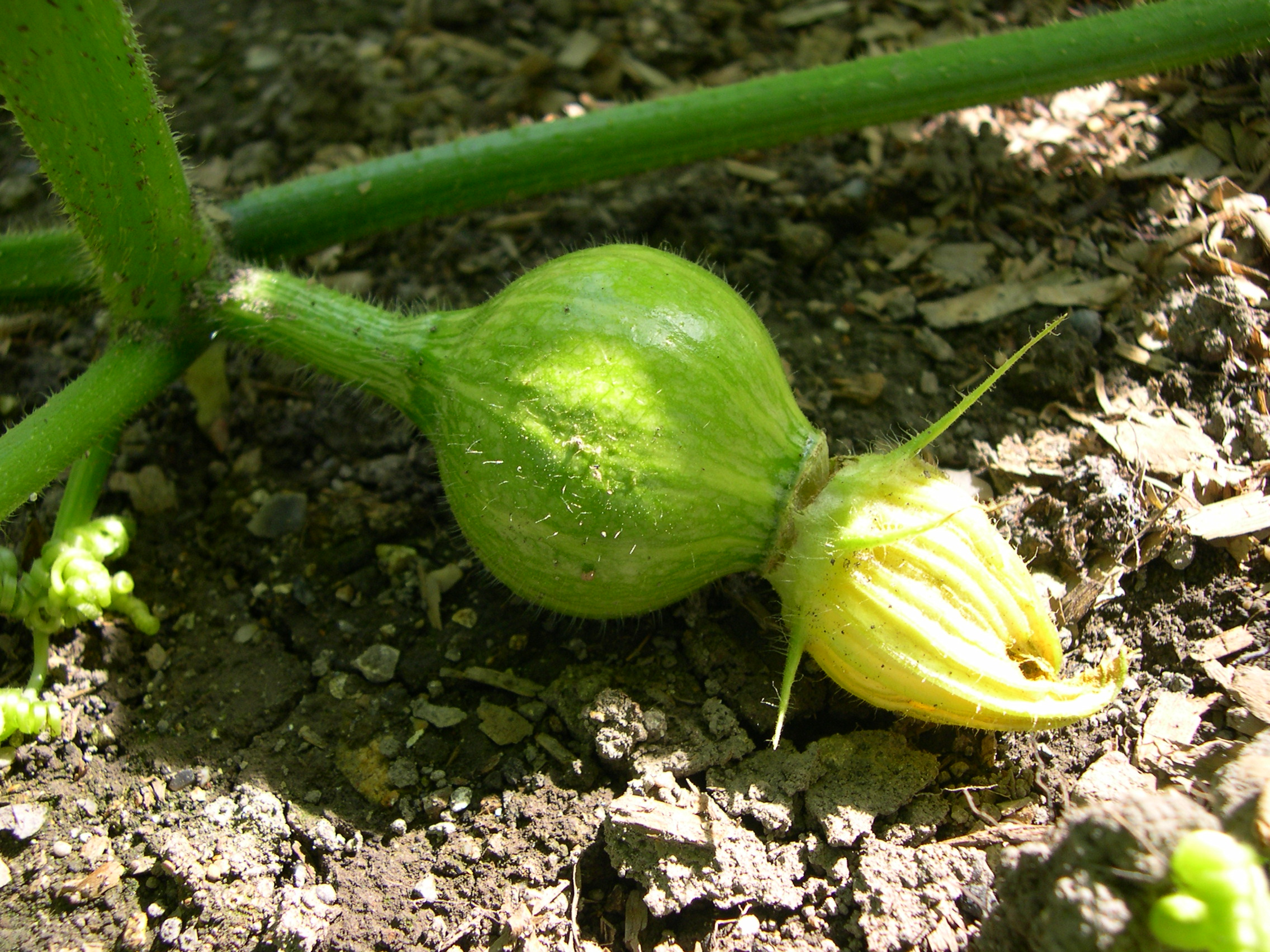
若い実
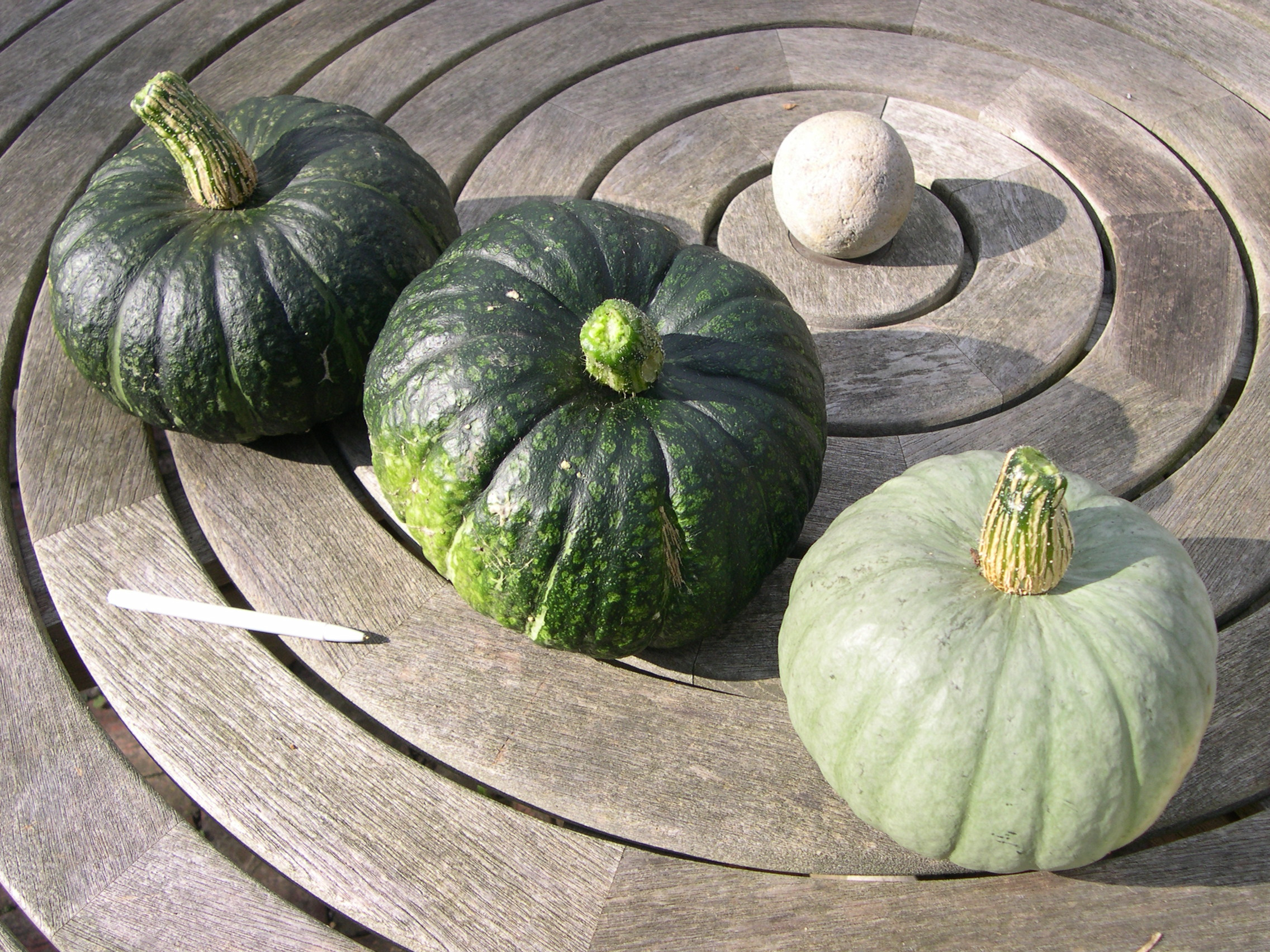
まるごとのかぼちゃ
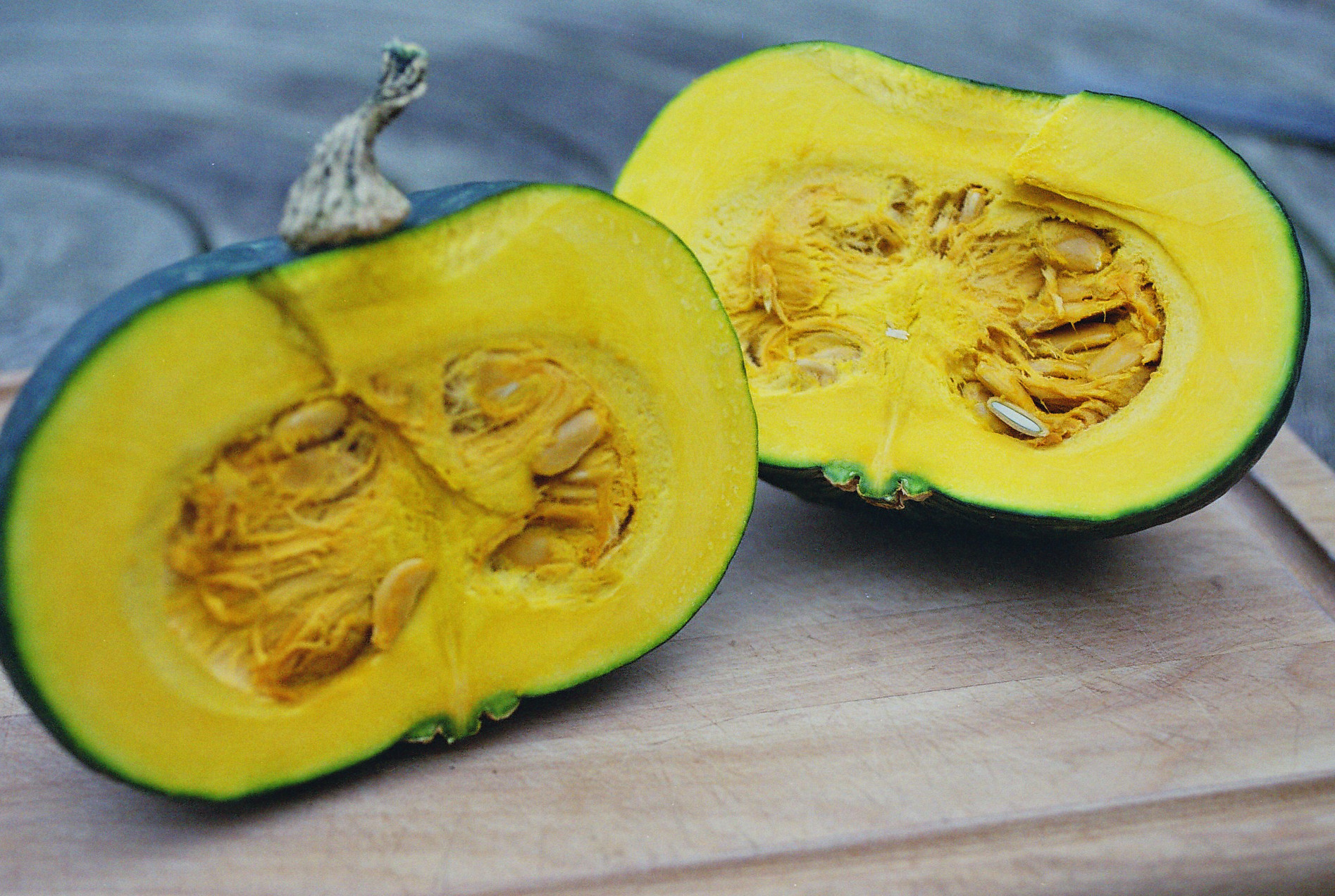
種の見える断面
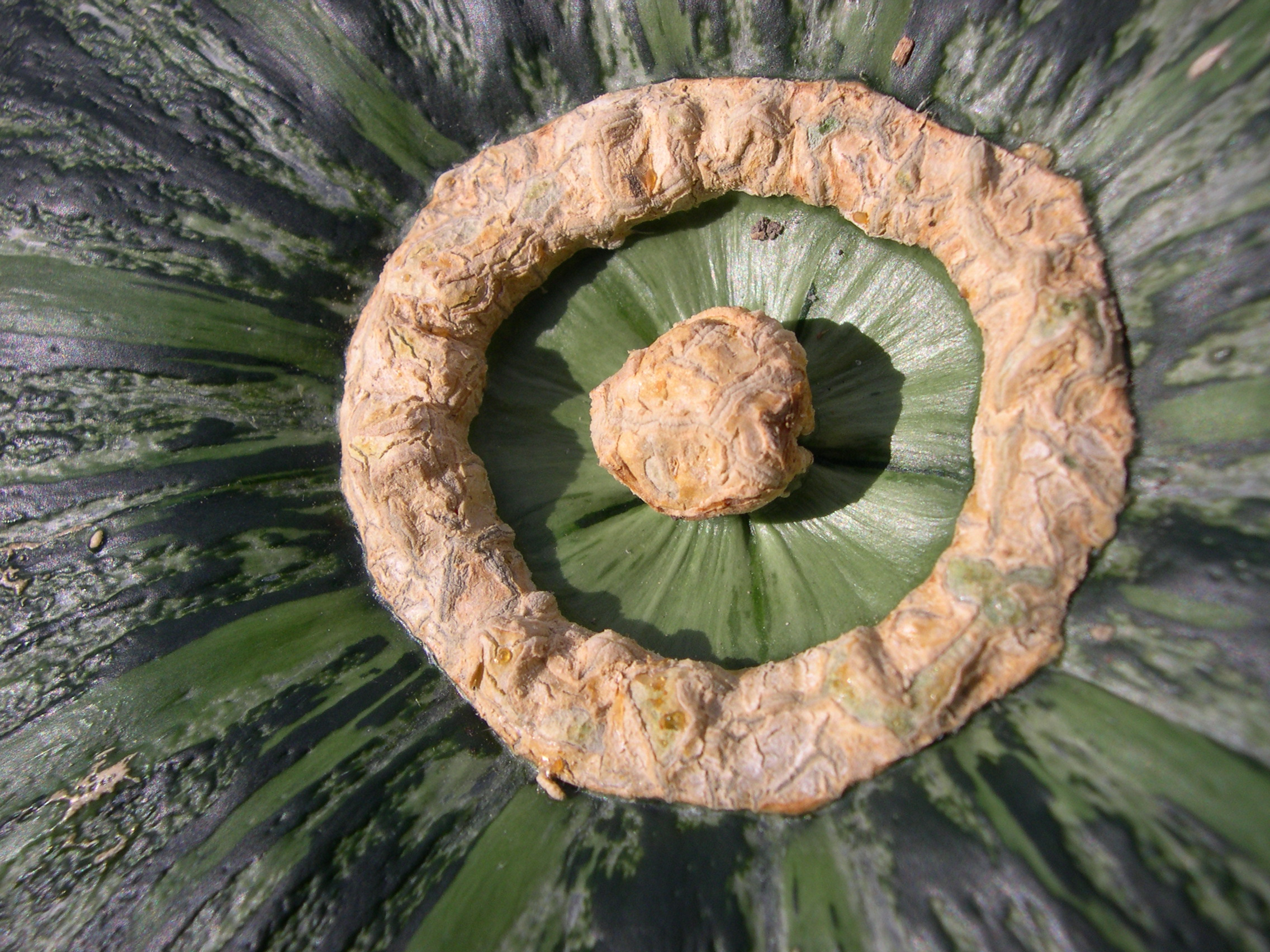
花の跡
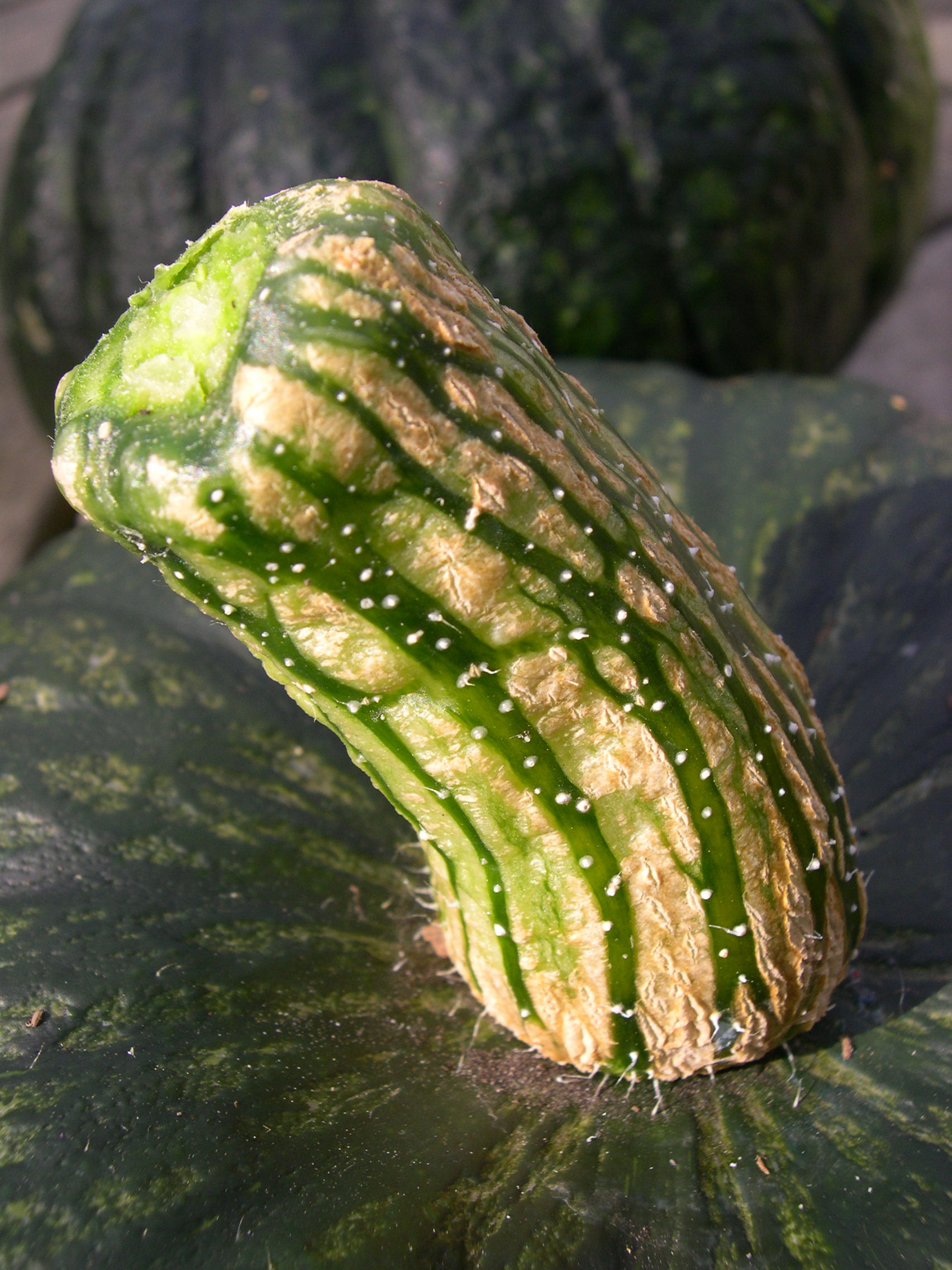
花柄
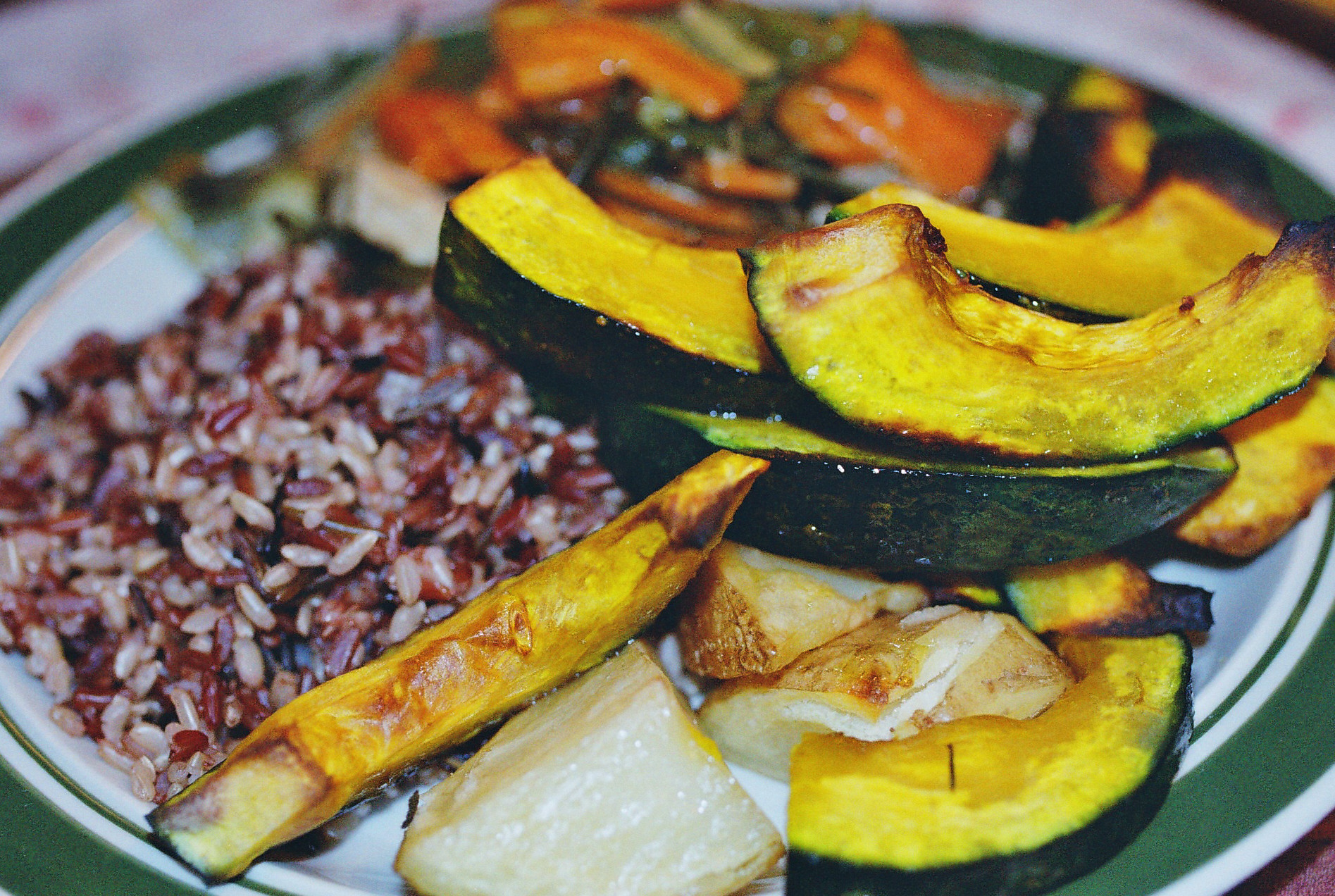
焼きかぼちゃの料理

## 主な品種
黒皮栗種
日本市場の主流。
- えびす
日本で広く作付けされている品種。粉質感（ホクホク感）が特徴の栗かぼちゃのなかでは、比較的水分が多くねっとりした粘質系のかぼちゃ。
- みやこ
- くりゆたか
- くり将軍
- こふき
- 坊ちゃん
1998(平成10)年にみかど種苗から開発された果実が500g程度の大きさに成長するミニカボチャ。果皮の色は黒緑色以外に朱色、灰白色がある。

青皮栗種
皮は灰緑色。「東京かぼちゃ」とも呼ばれる。
- 芳香青皮栗南瓜（ほうこうあおかわくりかぼちゃ）
- 近成芳香G（ちかなりほうこう）

赤皮栗種

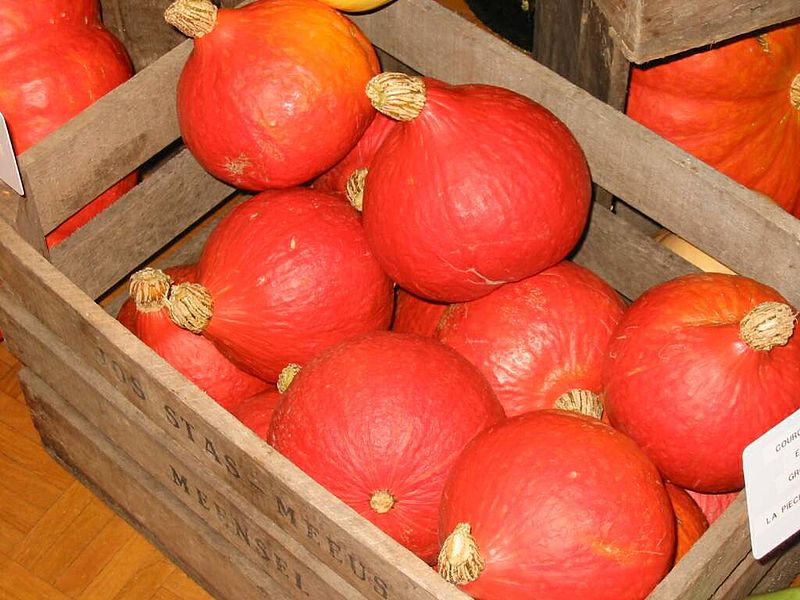
打木赤皮甘栗かぼちゃ

- 打木赤皮甘栗かぼちゃ（うつぎあかがわあまぐりかぼちゃ）
果皮の朱色が特徴の加賀野菜（金沢の伝統野菜）。甘味が強く、栗かぼちゃの割にしっとりとした食感。玉ねぎのような形をしている。
日本国外では「北海道かぼちゃ」や「北海道甘かぼちゃ」と呼ばれている。
- 赤ずきん
- 紅芳香

白皮栗種
果皮は白く、果肉は橙色。表皮が固く保存性に優れる。
- 伯爵
- 雪化粧
- 夢味

## 料理への応用
かぼちゃの甘さは格別で、かぼちゃの実よりも甘い。カボチャとサツマイモを合わせたような食感と風味がある。品種によっては、赤褐色のジャガイモや栗のような味がすることもある。皮は食べられるが、料理人によっては調理を早くするためや、好みに応じて皮をむくこともある。かぼちゃは副菜やスープによく使われ、ジャガイモや他の品種のズッキーニの代用品としても使われる。まず、かぼちゃを半分に切って種を取り、輪切りにして炒める。少量の植物油と調味料をかけ、オーブンで焼いてもよい。ズッキーニの詰め物はグリルで焼くこともできる。
かぼちゃは一年中食べられるが、夏の終わりから秋の初めにかけてが一番おいしい。かぼちゃは主に日本、韓国、タイ、カリフォルニア、フロリダ、ハワイ、コロラド南西部、メキシコ、タスマニア、トンガ、ニュージーランド、チリ、ジャマイカ、南アフリカで栽培されているが、生育期間が100日以上の気候に広く適応している。